# فرانسيسكو ملتستا
فرانسيسكو ملتستا (بالإيطالية: Francesco Malatesta)‏ هو دراج إيطالي، (ولد في بادوفا في إيطاليا 1907 – 1986 م).

## وصلات خارجية
- فرانسيسكو ملتستا على موقع أرشيف الدراجات (الإنجليزية)
- فرانسيسكو ملتستا على موقع أوليمبيديا (الإنجليزية)